# Jeffrey Boam
Jeffrey Boam (né le 30 novembre 1946 à Rochester, New York et mort le 24 janvier 2000  à Los Angeles , en Californie) est un scénariste, producteur et réalisateur américain.

## Filmographie

### Comme scénariste
- 1978 : Le Récidiviste (Straight Time)
- 1983 : Dead Zone (The Dead Zone)
- 1987 : L'Aventure intérieure (Innerspace)
- 1987 : Génération perdue (The Lost Boys)
- 1988 : Funny Farm
- 1989 : Indiana Jones et la dernière croisade (Indiana Jones and the Last Crusade)
- 1989 : L'Arme fatale 2 (Lethal Weapon 2)
- 1992 : L'Arme fatale 3 (Lethal Weapon 3)
- 1996 : Le Fantôme du Bengale (The Phantom)

### Comme producteur
- 1993 : Brisco County (The Adventures of Brisco County Jr.) (série TV)
- 1996 : Le Fantôme du Bengale (The Phantom)

### Comme acteur
- 1987 : L'Aventure intérieure (Innerspace) : Lydia's Interviewee